# Gheris Es-Soufli
Gheris Es-Soufli (en àrab اغريس السفلي, Iḡrīs as-Suflī; en amazic ⵖⵔⵉⵙ ⵏ ⵡⴰⴷⴷⴰ) és una comuna rural de la província d'Errachidia, a la regió de Drâa-Tafilalet, al Marroc. Segons el cens de 2014 tenia una població total de 6.867 persones.